# 克萊城 (印第安納州)
克萊城（英語：Clay City）是一個位於美國印地安納州克萊縣的城鎮。

## 地理
克萊城的座標為39°16′37″N 87°06′43″W / 39.27694°N 87.11194°W，而該地的平均海拔高度為181米（即594英尺）。

## 人口
根據2010年美國人口普查的數據，克萊城的面積為1.40平方千米，當中陸地面積為1.40平方千米，而水域面積為0.00平方千米。當地共有人口861人，而人口密度為每平方千米615人。